# Viganella

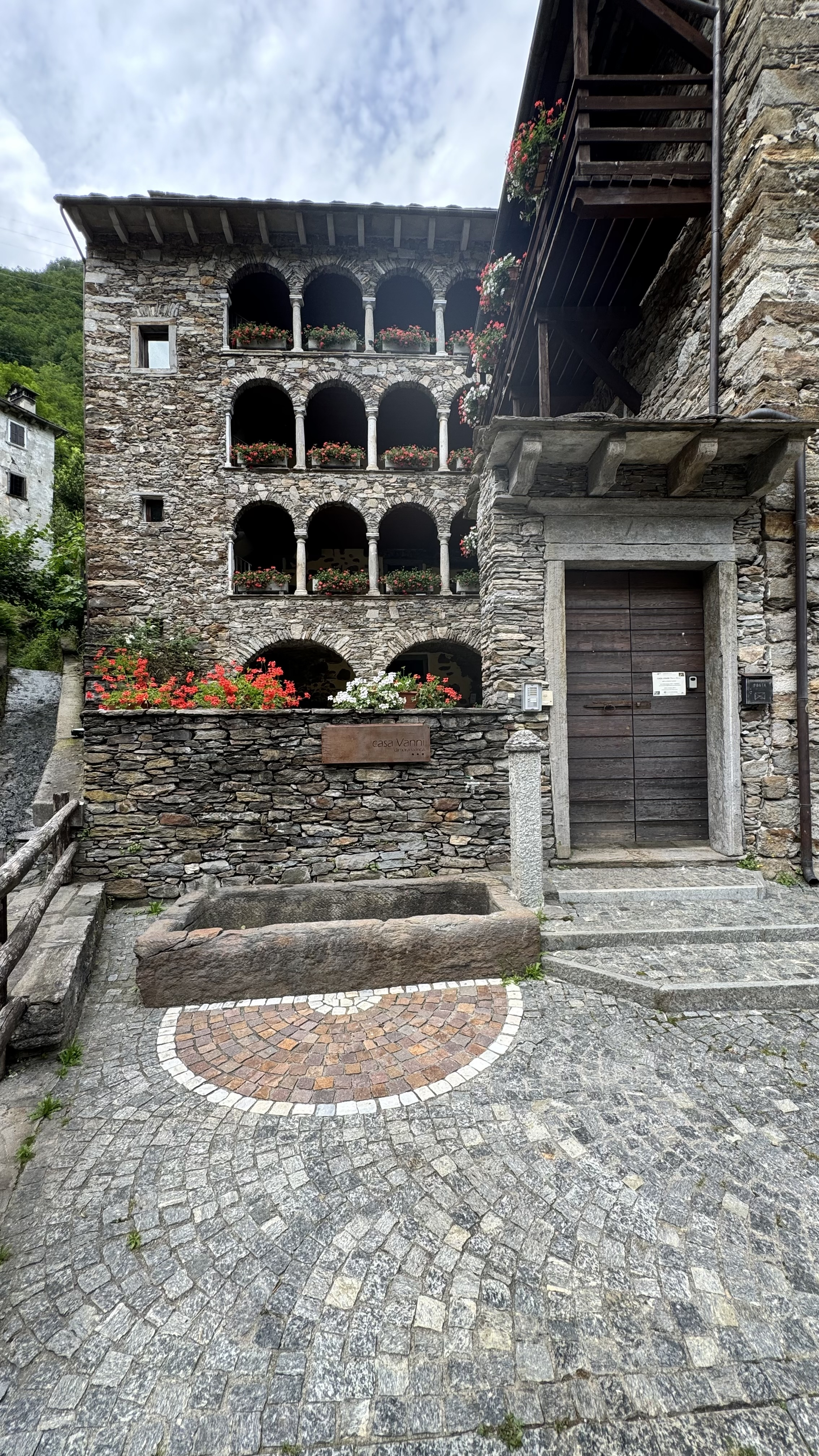
Casa Vanni a Viganella

Viganella (Viganela in piemontese e in dialetto ossolano) è una frazione di 207 abitanti del comune di Borgomezzavalle, nella provincia del Verbano-Cusio-Ossola. Si trova nella Valle Antrona.
Comune autonomo fino al 2015, il 1º gennaio 2016 Viganella formò, con la limitrofa Seppiana, il nuovo comune di Borgomezzavalle.
L'abitato di Viganella è compreso nel parco naturale dell'Alta Valle Antrona.

## Origini del nome
Un'ipotesi fa risalire il nome di Viganella da vignanella ("piccola vigna"), ma altri studi lo fanno derivare da vicana con riferimento alle terre comuni (della "vicinia") degli insediamenti rurali di epoca medioevale.

## Storia

### Simboli
Lo stemma comunale era stato concesso con decreto del presidente della Repubblica del 27 novembre 2002.
Gli elementi raffigurati simboleggiano le principali attività economiche locali: un maglio, mosso dall'energia idraulica, ricorda la lavorazione del ferro, documentata fin dal XIII secolo; una pianta di vite l'attività vitivinicola, molto diffusa, soprattutto in passato. La vite è anche un riferimento al toponimo, assonante con vignanella ("piccola vigna"), che è tra le ipotesi di etimologia del nome del paese. Il gonfalone era un drappo di rosso.

### La Storia dello Specchio di Viganella
L’idea dello “specchio di Viganella” nasce nel 1999 durante i lavori di riqualificazione architettonica della piazza principale del borgo alpino. La sua realizzazione ebbe inizio nel 2005 e si concretò il diciassette dicembre 2006 con la solenne inaugurazione.
Il sole lascia Viganella l’undici novembre illuminando per l’ultima volta le abitazioni “alte” del paese, e ritorna solamente il due febbraio, quando i suoi raggi annunciano l’imminente primavera illuminando il campanile della chiesa parrocchiale. Ottantatré giorni di mancata insolazione naturale in cui l’inverno la fa da padrone e il freddo si fa sentire.
Sconfiggere l’oscurità invernale, ovviando con la tecnologia alle mancanze della natura, è quanto si è fatto sul finire del secondo millennio istallando uno specchio di quaranta metri quadri ai 1100 d’altitudine dell’Alpe Scagiola in grado di riflettere il sole sulla piazza di Viganella.
La cosa riuscì e fu un evento memorabile, tale d’aver segnato per sempre la storia del paese.
L’idea originale diede vita a una sfida avvincente e a un progetto unico per originalità e romanticismo, la cui forza dirompente sull’opinione pubblica fu in grado di portare il piccolo villaggio alpino di sole duecento anime al centro dell’attenzione internazionale.
A intraprendere l’avvincente sfida furono due amici ferrovieri, il primo Pier Franco Midali, Macchinista e Sindaco del paese, l’altro Giacomo Bonzani, Capo Deposito e affermato Architetto.
Una sfida nata dal basso, quasi per caso, tra persone amiche, caratterizzata unicamente da genuinità e coraggio, forse per questo ancor più bella.
L’idea nacque durante la realizzazione della meridiana ancor oggi presente sulla parte occidentale della chiesa parrocchiale dedicata a Maria Nascente. In fase di costruzione il Sindaco chiese all’Architetto di troncare con una linea spezzata l’armonia delle lemniscate che, tenendo conto dell’equazione del tempo, indicano l’ora sul quadrante durante i mesi invernali.
Questo per far capire a chiunque fosse passato sulla piazza di Viganella che dall’undici novembre al due febbraio il sole non avrebbe più illuminato la chiesa e quindi impedito all’orologio di funzionare. L’Architetto non volle però interrompere l’armonia delle linee della meridiana, ma si limitò a tratteggiare la parte invernale apponendovi la scritta “sine sole”, così com’è ancor oggi evidente sul manufatto.
In quel preciso istante si materializzò l’idea della struttura riflettente in grado di portare il sole, anche d’inverno, sulla piazza del paese. Lo specchio è realizzato in lastre di acciaio inox Mirror lucidate meccanicamente, poste su un telaio di acciaio sostenuto da una stele cilindrica che regge anche le motorizzazioni e il quadro elettrico. È un rettangolo con 8 m di base per 5 m di altezza per una tonnellata di peso. Esso funziona automaticamente nel periodo di assenza di sole nell’abitato di Viganella, e cioè dall’11 novembre al 2 febbraio, ma può essere attivato mediante telecomando anche in altri periodi dell’anno.
La storia di un paese che aveva un sogno improbabile e l’ha realizzato, dimostrando che la fantasia al potere non è solo uno slogan frusto dei periodi bui, consente a Viganella di spalancare le porte al mondo intero. L’impatto mediatico conseguente all’installazione dello “specchio” portò infatti sul territorio della Valle Antrona i maggiori media internazionali, tra cui la CNN, la BBC e la TV araba Al Jazeera.
Anche la soleggiata provincia andalusa di Huelva si gemellò con Viganella per associare il paese montano “senza sole” con un’assolata spiaggia oceanica della “Costa della Luce”.
La RAI scelse addirittura il Comune di Viganella, unico tra gli enti pubblici della Provincia del VCO, per ricordare il 150º anniversario dell’Unità d’Italia.
Il programma “I nuovi Mille” gratificò per l’occasione il piccolo Comune della Valle Antrona, meritevole d’aver saputo valorizzare il proprio territorio con il “sole” di Viganella, evidenziando come una piccola realtà di montagna possa dimostrare attaccamento ai valori fondanti la Repubblica Italiana, profondo radicamento alla propria identità territoriale e ferrea volontà di continuare a presidiare il territorio di Mezza Valle.

## Monumenti e luoghi d'interesse
Il centro di Viganella ospita la parrocchiale della Natività di Maria Vergine, del XVI secolo, ed alcuni antichi edifici di interessante architettura. In tutto il territorio comunale si trovano poi numerose cappelle ed alcuni oratori, tra i quali spiccano i seicenteschi edifici di San Domenico e San Giulio.
A partire dal 17 dicembre 2006 il piccolo centro ha conosciuto una certa fama per l'installazione nelle sue vicinanze di un grande specchio (di metri 8×5), destinato ad illuminarlo, dato che, dall'11 novembre al 2 febbraio di ogni anno, il paese si trova completamente in assenza di sole a causa della montagna prospiciente.
La costruzione dello specchio è costata circa 100.000 euro. Alla fine del 2015 il sistema fu disattivato a causa della mancanza di manutenzione. A novembre del 2016, tuttavia, lo specchio è stato riparato ed è tornato in funzione. A Viganella sono ambientate alcune scene del film C'è tempo, il cui protagonista è addetto alla manutenzione dello specchio.

### Escursionismo alpino
Interessante meta turistica è la capanna Colma (dei Prei), in Valle Antrona, posta a 1570 m s.l.m. con 12 posti letto.

## Società

### Evoluzione demografica
Abitanti censiti

### Etnie e minoranze straniere
Secondo i dati ISTAT al 31 dicembre 2010 la popolazione straniera residente era di 54 persone. Le nazionalità maggiormente rappresentate in base alla loro percentuale sul totale della popolazione residente erano:
- Germania: 44 (21,57%)
- Svizzera: 5 (2,45%)

## Geografia antropica
Al comune appartenevano 4 frazioni: Bordo, Cheggio, Prato, Rivera e Ruginetta. In esso erano situate anche le piccole località alpine di Alpe Baitone, Alpe Barco, Alpe Barco Sotto, Alpe Beola, Alpe Brig, Alpe Casalaccio, Alpe Casale, Alpe Casalvera, Alpe Cavallo, Alpe Erbalunga (maggiormente in Calasca-Castiglione), Alpe Gora, Alpe Grap, Alpe Gurbegia, Alpe La Piana, Alpe Pianezzo, Alpe Piazzana, Alpe Prei ed Alpe Saler.